# 格拉芬里德
格拉芬里德（德語：Grafenried）是瑞士伯恩州的一个旧市镇，总面积为4.71平方千米，截至2011年12月总人口为980人。2014年1月1日，格拉芬里德与邻近的6个市镇并入市镇弗勞布倫嫩。